# Veronika Janelsiņa
Veronika Janelsiņa née le 20 mai 1910 à Voblast de Minsk sous Empire russe – morte le 29 mai 2001 à Los Angeles aux États-Unis est une peintre lettonne. Elle était l'épouse de l'écrivain Anšlavs Eglītis, dont elle a illustré presque tous les livres. Elle-même s'est tournée vers l'écriture à partir des années 1980, elle est l'auteur de quelques romans.

## Biographie
Janelsiņa nait dans le village de Barbarovo dans l'actuelle Biélorussie. Sa famille rentre en Lettonie avant qu'elle commence sa scolarité. Veronika va à l'école primaire de la bourgade de Strenči (en letton Strenču miests), puis au gymnase national de Cēsis. En 1930, elle est admise à l'Académie des beaux-arts de Lettonie dont elle est diplômée le 2 novembre 1938. Son travail de fin d'études s'intitule « Uz svētkiem » (« À la fête »). Entre-temps, elle suit les cours de peinture à l'atelier de Ģederts Eliass. Elle est également membre de l'association d'artistes de Mūkusala. Janelsiņa travaille au Musée national d'histoire de Lettonie (Latvijas Nacionālais vēstures muzejs) et complète sa formation au musée du Louvre.
En 1944, devant la menace d'occupation soviétique, elle part pour l' Allemagne avec son mari. En 1950, ils émigrent aux États-Unis où ils s'installent d'abord à Salem, puis en 1952, à Pacific Palisades en Californie. Janelsiņa y travaille dans une entreprise de couture avant de se faire un nom comme portraitiste et ainsi gagner sa vie. Elle se fait aussi connaitre comme illustratrice et devient membre de l'association des lettons d'Amérique. Au fil du temps, elle se tourne vers l'art abstrait. Après la mort de son mari Anšlavs Eglītis en 1993, elle vit recluse.
L'artiste avait 71 ans au moment de la parution de son premier roman. Elle écrivit en 1976 une pièce de théâtre, montée l'année suivante à Pasadena comme l’œuvre de son mari, Anšlavs Eglītis. Elle dédia à son mari l'un de ses derniers livres intitulé En se souvenant (en letton Atceroties).